# Sky Sharks
Sky Sharks ist ein deutscher Zombiefilm aus dem Jahr 2020.

## Handlung
Nach Jahrzehnten hat sich in der Arktis auf einem verschollenen Kriegsschiff der Nazis eine geheime Kriegswaffe reaktiviert. Mit Hilfe des Serums K7B sollten damals untote Soldaten sowie Haie als fliegende Armeen den Endsieg im Zweiten Weltkrieg bringen. Die nun reaktivierte fliegende Armee richtet bei einem fliegenden Passagierflugzeug ein Gemetzel an und bringt die Maschine zum Absturz. Als Nächstes fallen die Hai-Armeen in europäische Großstädte ein und richten immense Schäden an. Der Erforscher des Serums, der heutige Superreiche Klaus Richter, versucht einen Ausweg zu finden, und aktiviert einen bewaffneten Superhai, den er virtuell gesteuert in den Luftkampf führt und zum Sieg bringt.

## Hintergrund
Der Film startete gleichzeitig mit der Eröffnung der deutschsprachigen Ausgabe von Kickstarter im Mai 2015 eine Crowdfunding-Aktion. Das dafür angesetzte Finanzierungsziel von 75.000 € innerhalb eines Monats wurde dabei mit 96.377 € leicht übertroffen. Wenige Tage nach Start des Crowdfundings wurde die Lizenzierung der Home-Entertainment-Rechte an Sony Pictures und der deutschen Kinorechte an MFA+ Film Distributions bekannt gegeben, wenig später meldete die Produktionsfirma weitere internationale Abnehmer. Der Film hatte seine Vorpremiere 2015 in Braunschweig, die Uraufführung fand 2020 auf dem FrightFest in London, die deutsche Premiere 2021 im Zoo Palast in Berlin statt. 2021 erschien er in mehreren Versionen auf DVD.

## Rezeption
Lutz Granert bei Filmstarts schrieb: „Nazi-Zombies, die auf Haien reiten – und dabei gemessen am Budget erstaunlich gut aussehen“.
Der Film wird bei Rotten Tomatoes mit 43 Prozent bewertet, bei IMDb erreicht er 3,6 von 10 Punkten.